# Atlanta Hawks 1974-1975
La stagione 1974-75 degli Atlanta Hawks fu la 26ª nella NBA per la franchigia.
Gli Atlanta Hawks arrivarono quarti nella Central Division della Eastern Conference con un record di 31-51, non qualificandosi per i play-off.

## Roster
| N° | Naz.                   | Ruolo | Sportivo        | Anno | Alt. | Peso |
| -- | ---------------------- | ----- | --------------- | ---- | ---- | ---- |
| 3  | Stati Uniti (bandiera) | GA    | Herm Gilliam    | 1946 | 191  | 86   |
| 5  | Stati Uniti (bandiera) | GA    | Tom Van Arsdale | 1943 | 196  | 92   |
| 7  | Stati Uniti (bandiera) | G     | Dean Meminger   | 1948 | 183  | 79   |
| 12 | Stati Uniti (bandiera) | AC    | Jim Washington  | 1943 | 198  | 95   |
| 13 | Stati Uniti (bandiera) | AC    | Dwight Jones    | 1952 | 208  | 95   |
| 14 | Stati Uniti (bandiera) | G     | Tom Henderson   | 1952 | 191  | 86   |
| 22 | Stati Uniti (bandiera) | GA    | John Drew       | 1954 | 198  | 93   |
| 23 | Stati Uniti (bandiera) | GA    | Lou Hudson      | 1944 | 196  | 95   |
| 33 | Stati Uniti (bandiera) | GA    | John Wetzel     | 1944 | 196  | 86   |
| 40 | Stati Uniti (bandiera) | AC    | Mike Sojourner  | 1953 | 206  | 102  |
| 43 | Stati Uniti (bandiera) | AC    | Clyde Lee       | 1944 | 208  | 93   |
| 44 | Stati Uniti (bandiera) | AC    | Bob Kauffman    | 1946 | 203  | 109  |
| 50 | Stati Uniti (bandiera) | C     | John Brown      | 1951 | 201  | 100  |

## Staff tecnico
- Allenatore: Cotton Fitzsimmons
- Vice-allenatore: Bumper Tormohlen